# Erich Zugmayer
Erich Johann Georg Zugmayer (Wenen, 16 mei 1879 - 13 februari 1938) was een Oostenrijkse zoöloog en ichtyoloog.

## Levensloop
Zugmayer onderzocht de visfauna van Oost- en Centraal-Azië tijdens twee expedities. De eerste, in 1906, bracht hem naar West- en Centraal-Tibet, Ladakh (Oost-Kashmir) en het Pangongmeer. Op zijn tweede expeditie in 1911 verkende hij Beloetsjistan, tegenwoordig een provincie van Pakistan. De tijdens zijn reizen samengestelde collectie bevond zich in München en is tijdens de Tweede Wereldoorlog grotendeels verloren gegaan.

## Soorten beschreven door Zugmayer
- Benthalbella Infans Zugmayer 1911
- Cetostoma regani Zugmayer 1914
- Lobianchia dofleini (Zugmayer 1911)
- Anotopterus farao Zugmayer 1911
- Labeo gedrosicus Zugmayer 1912
- Flagellostomias boureei (Zugmayer 1913)
- Aristostomias grimaldii Zugmayer 1913
- Schistura baluchiorum (Zugmayer 1912)
- Photonectes braueri (Zugmayer 1913)
- Asquamiceps Velaris Zugmayer 1911
- Myctophum rissoi Zugmayer, 1911
- Rhadinesthes decimus (Zugmayer 1911)
- Sciadonus cryptophthalmus (Zugmayer 1911)
- Opisthoproctus grimaldii Zugmayer 1911
- Pachycara obesa Zugmayer 1911
- Leuciscus merzbacheri (Zugmayer 1912)
- Platyberyx opalescens Zugmayer 1911
- Asquamiceps Velaris Zugmayer 1911.

## Werken
- Eine Reise durch Island im Jahre 1902. Verlag von Adolph v. A.W. Künast, Wien 1903
- Eine Reise durch Vorderasien im Jahre 1904. Verlag Dietrich Reimer, Wien 1905
- Eine Reise durch Zentralasien im Jahre 1906. Verlag Dietrich Reimer, Berlin 1908
- Bericht über eine Reise in Westtibet. Geographische Mitteilungen (7), s. 145–151, 2 maps. (1909)
- Beiträge zur Ichthyologie von Zentral-Asien. Zoologische Jahrbücher 29(3/4), s. 275–298, Tab. 12, Figs. 1–4. (1910)
- Beiträge zur Herpetologie von Vorder-Asien. Zoologische Jahrbücher 26 (1887)
- On a new genus of cyprinoid fishes from high Asia. Annals and Magazine of Natural History (London) (Ser. 8) 9(54), 682. (1912)
- Eight new fishes from Baluchistan. Annals and Magazine of Natural History (London) (Ser. 8) 10(60), s. 595–599. (1912)
- Poissons de la "Princesse Alice" 1901–1910. Résultats des campagnes scientifiques accomplies sur son yacht par Albert Ier, prince souverain de Monaco. Imprimerie Monaco, 1911
- Diagnoses de poissons nouveaux provenant des campagnes du yacht "Princesse-Alice" (1901 à 1910). Bulletin de l'Institut Oceanographique (Monaco) 193, s. 1–14.
- Die Fische von Balutschistan. Abhandlungen der königlich Bayerischen Akademie der Wissenschaften (mathematisch-physikalische Klasse) 26(6), s. 1–35. Muenchen 1913.

- Gemeinsame Normdatei: 116004347
- International Standard Name Identifier: 0000 0000 0998 7631
- Library of Congress Control Number: no95017037
- Nederlandse Thesaurus van Auteursnamen: 119925923
- SNAC: w6d08tqx
- Système universitaire de documentation: 236400886
- Virtual International Authority File: 42578240
- WorldCat: E39PBJtRKcbH86tTytTdpF9JjC